# سيميون نيلسون
سيميون نيلسون (بالإنجليزية: Simeon Nelson)‏ هو نحات أسترالي، ولد في 1964.